# Martin Venhart
Martin Venhart (* 8. ledna 1981 Ilava) je slovenský fyzik. Věnuje se jaderné fyzice v rámci členství Slovenska v CERNu a například na zařízení ISOLDE vedl uvedení do provozu spektroskopu TATRA. Člen správní rady Trnavské univerzity. V roce 2024 byl zvolen předsedou Slovenské akademie věd (SAV), do funkce na 4 roky nastoupil 6. června 2025 po skončení posledního mandátu (2021–2025) prof. Pavola Šajgalíka.

## Život
Magisterské i doktorské studium absolvoval na Univerzitě Komenského v Bratislavě (PhD. v roce 2008), po něm působil dva roky jako post-doc na Katolické univerzitě v Lovani. Roku 2010 přešel do Fyzikálního ústavu SAV a od roku 2017 je členem předsednictva Slovenské akademie věd. Mezi témata jeho vědeckého zájmu patří struktura jádra, spektroskopie v oboru gama záření a simulace GEANT4. Krátce před zvolením do funkce předsedy SAV obhájil doktorskou (DrSc.) disertační práci na téma koexistence tvarů atomových jader s podtitulem "Experimentální studie izotopů zlata".